# 이정훈 (배우)
이정훈(1963년 9월 19일 ~ )은 대한민국의 배우이다.

## 생애
신장은 183cm이고 체중은 73kg이며 부산에서 출생하였고 지난날 한때 경상남도 밀양에서 잠시 유아기를 보낸 적이 있으며 그 후 서울에서 성장한 그는 1981년 KBS 한국방송공사 드라마에서 특채 연기자 첫 데뷔하였고 이듬해 1982년 연극배우 데뷔하였으며 1년 후 1983년에 MBC 문화방송 17기 공채 탤런트로 정식 데뷔하였다.

## 출연작

### 텔레비전 드라마
- 1980년 KBS1 드라마 《벼랑 위의 사람들》
- 1981년 KBS1 드라마 《억척 선생 분투기》
- 1983년 MBC 드라마 《3840 유격대》
- 1984년 MBC 드라마 《조선왕조 오백년 - 설중매》 ... 영응대군 이염 역
- 1985년 MBC 드라마 《전원일기》 ... 김현수 역 등을 비롯한 각종 단역
- 1989년 KBS2 드라마 《무풍지대》
- 1989년 MBC 드라마 《사랑은 구름을 비로 내리고》
- 1990년 KBS1 드라마 《서울 뚝배기》
- 1990년 MBC 드라마 《조선왕조 오백년 - 대원군》 ... 서광범 역
- 1990년 MBC 드라마 《춤추는 가얏고》
- 1991년 MBC 드라마 《여명의 눈동자》
- 1992년 SBS 드라마 《두려움 없는 사랑》
- 1993년 SBS 시트콤 《오박사네 사람들》
- 1993년 MBC 드라마 《우리들의 천국》
- 1993년 MBC 드라마 《제3공화국》 ... 서종철 장군 역
- 1993년 MBC 드라마 《아들과 딸》 … 우정기 역
- 1993년 MBC 드라마 《파일럿》
- 1994년 MBC 드라마 《마지막 승부》 ... 박용주 역
- 1995년 KBS1 드라마 《대추나무 사랑 걸렸네》 ... 경남 진주 과객 원숭이띠 28세 청년 소상찬 역 등을 비롯한 각종 단역
- 1995년 KBS2 드라마 《내 사랑 유미》 ... 서울에 잠시 다니러 온 5년차 미국 시카고 유학생인 대학 교수 지망생 한삼오 역
- 1995년 MBC 시트콤 《두 아빠》
- 1996년 MBC 드라마 《아이싱》 ... 송 코치 역
- 1997년 MBC 드라마 《세 번째 남자》
- 1998년 MBC 시트콤 《여자 대 여자》
- 1999년 MBC 시트콤 《점프》
- 1999년 KBS2 드라마 《부부클리닉 사랑과 전쟁》
- 2000년 MBC 드라마 《진실》 ... 김용석 역
- 2000년 MBC 드라마 《아줌마》
- 2001년 MBC 드라마 《홍국영》
- 2001년 MBC 드라마 《네 자매 이야기》
- 2001년 MBC 드라마 《상도》
- 2002년 EBS 드라마 《역사탐구 과거와의 대화》
- 2002년 MBC 드라마 《삼총사》 ... 김형주 국회의원 역
- 2003년 EBS 드라마 《역사극장》
- 2003년 KBS1 드라마 《대추나무 사랑 걸렸네》
- 2005년 MBC 드라마 《제5공화국》 ... 국가안전기획부 박세직 차장 역
- 2007년 MBC 드라마 《문희》
- 2007년 MBC 드라마 《있을 때 잘해》... 유환의 형 역
- 2009년 MBC 드라마 《인연 만들기》 ... 박복만 역
- 2010년 MBC 드라마 《동이》 ... 이종욱 역
- 2010년 KBS1 드라마 《거상 김만덕》
- 2010년 KBS1 드라마 《산 너머 남촌에는》
- 2011년 MBC 드라마 《최고의 사랑》 ... 서 PD 역
- 2012년 MBC 드라마 《해를 품은 달》 ... 오혜성 역
- 2012년 KBS1 드라마 《산 너머 남촌에는 시즌 2》 ... 면사무소 주사 이동수 역
- 2013년 KBS2 시트콤 《일말의 순정》 ... 김완주 역
- 2013년 KBS1 드라마 《지성이면 감천》 ... 서동원 역
- 2014년 KBS2 드라마 《뻐꾸기 둥지》 ... 오기섭 역
- 2015년 MBC 드라마 《빛나거나 미치거나》 ... 유권율 역
- 2015년 tvN 드라마 《울지 않는 새》 ... 송 기장 역
- 2015년 KBS1 드라마 《오! 할매》 ... 종철 역
- 2016년 MBC 드라마 《워킹 맘 육아 대디》 ... 인사관리팀 차장 권정훈 역
- 2016년 KBS2 드라마 《월계수 양복점 신사들》
- 2016년 KBS1 드라마 《빛나라 은수》 ... 승훈 역
- 2018년 SBS 드라마 《나도 엄마야》 ... 문실장 역
- 2018년 KBS1 드라마 《비켜라 운명아》 ... 장희철 역
- 2019년 KBS2 드라마 《우아한 모녀》 ... 한명호 역

### 영화
- 1990년 《그래 가끔 하늘을 보자》
- 1997년 《일팔일팔》
- 2001년 《킬러들의 수다》 - 병사 1 역
- 2004년 《내 여자친구를 소개합니다》
- 2004년 《슈퍼스타 감사용》
- 2005년 《HAAN 한길수》
- 2005년 《작업의 정석》
- 2006년 《야수》
- 2007년 《언니가 간다》
- 2007년 《복면달호》 - 남자 MC 1 역
- 2008년 《밤과 낮》
- 2009년 《결혼식 후에》 - 사채업자 2 역
- 2013년 《은밀하게 위대하게》

### 연극
- 1982년 《햄릿》 ... 햄릿 왕자 역(주인공)

### 뮤지컬
- 1989년 《포기와 베스》 ... 포기 역(남자 주인공)

### 라디오 프로그램
- 2015년 EBS FM 《EBS 책 읽는 라디오 낭독 시리즈》